# 詹弗兰科·孔特里
詹弗兰科·孔特里（義大利語：Gianfranco Contri，1970年4月27日—），意大利男子自行车运动员。他曾代表意大利参加1992年夏季奥林匹克运动会自行车比赛，获得男子团体计时赛银牌。